# Stari Žednik
Stari Žednik (izvirno srbsko Стари Жедник) je naselje v Srbiji, ki upravno spada pod Mesto Subotica; slednja pa je del Severnobačkega upravnega okraja.

## Demografija
V naselju živi 1787 polnoletnih prebivalcev, pri čemer je njihova povprečna starost 40,3 let (38,6 pri moških in 41,9 pri ženskah). Naselje ima 786 gospodinjstev, pri čemer je povprečno število članov na gospodinjstvo 2,84.
Prebivalstvo je večinoma nehomogeno, a v času zadnjih treh popisov je opazno zmanjšanje števila prebivalcev.
|  |

| Demografija | Demografija     | Demografija     |
| Leto        | Št. prebivalcev | Št. prebivalcev |
| ----------- | --------------- | --------------- |
|             |                 |                 |
|             |                 |                 |
|             |                 |                 |
|             |                 |                 |
| 1948        | 2809            |                 |
| 1953        | 2887            |                 |
| 1961        | 3022            |                 |
| 1971        | 2655            |                 |
| 1981        | 2472            |                 |
| 1991        | 2323            | 2299            |
| 2002        | 2262            | 2230            |
|             |                 |                 |

| Etnična sestava po popisu iz leta 2002 | Etnična sestava po popisu iz leta 2002 | Etnična sestava po popisu iz leta 2002 | Etnična sestava po popisu iz leta 2002 | Etnična sestava po popisu iz leta 2002 |
| -------------------------------------- | -------------------------------------- | -------------------------------------- | -------------------------------------- | -------------------------------------- |
| Hrvati                                 | Hrvati                                 |                                        | 727                                    | 32,60%                                 |
| Madžari                                | Madžari                                |                                        | 567                                    | 25,42%                                 |
| Bunjevci                               | Bunjevci                               |                                        | 327                                    | 14,66%                                 |
| Srbi                                   | Srbi                                   |                                        | 248                                    | 11,12%                                 |
| Jugoslovani                            | Jugoslovani                            |                                        | 139                                    | 6,23%                                  |
| Črnogorci                              | Črnogorci                              |                                        | 8                                      | 0,35%                                  |
| Nemci                                  | Nemci                                  |                                        | 8                                      | 0,35%                                  |
| Albanci                                | Albanci                                |                                        | 4                                      | 0,17%                                  |
| Muslimani                              | Muslimani                              |                                        | 2                                      | 0,08%                                  |
| Makedonci                              | Makedonci                              |                                        | 2                                      | 0,08%                                  |
| Čehi                                   | Čehi                                   |                                        | 1                                      | 0,04%                                  |
| Ukrajinci                              | Ukrajinci                              |                                        | 1                                      | 0,04%                                  |
| Slovaki                                | Slovaki                                |                                        | 1                                      | 0,04%                                  |
| Rusini                                 | Rusini                                 |                                        | 1                                      | 0,04%                                  |
| Neznano                                | Neznano                                |                                        | 0                                      | 0,0%                                   |